# Philadelphia
För andra betydelser, se Philadelphia (olika betydelser).
Philadelphia är den största staden i delstaten Pennsylvania, den femte folkrikaste staden i USA, och kärnan i det sjätte största storstadsområdet i landet. Philadelphia, som är beläget i nordöstra USA vid sammanflödet av Delawarefloden och Schuylkillfloden, är det ekonomiska och kulturella centrumet i Delawaredalen. Befolkningen i staden — Pennsylvanias enda konsoliderade stad/county — uppgick till 1 526 006 under år 2010, och beräknas uppgå till 1 553 165 under 2013, enligt United States Census Bureau. De fem countyn i Pennsylvania som ligger närmast Philadelphia har en total befolkning på 4 008 994, medan dess storstadsstatistiska område, som omfattar delar av fyra delstater, är hem för mer än 6 miljoner människor. Populära smeknamn för Philadelphia är Philly och The City of Brotherly Love, av vilka den senare kommer från den bokstavliga betydelsen av stadens namn på grekiska (grekiska: Φιλαδέλφεια ([pʰilaˈdelpʰeːa], nygrekiska: [filaˈðelfia]) "broderlig kärlek", sammansatt från philos (φίλος) "kärleksfull", och adelphos (ἀδελφός) "broder").
År 1682 grundade William Penn staden för att fungera som huvudstad i Pennsylvaniakolonin. På 1750-talet passerade Philadelphia Boston och blev den största staden och mest trafikerade hamnen i Brittiska Amerika, och näst störst i det brittiska imperiet, efter London. Under den amerikanska revolutionen spelade Philadelphia en avgörande roll som mötesplats för USA:s grundlagsfäder, som undertecknade självständighetsförklaringen 1776 och konstitutionen 1787. Philadelphia var en av landets huvudstäder under frihetskriget och staden fungerade som den tillfälliga amerikanska huvudstaden, medan Washington, D.C., var under konstruktion. Under 1800-talet blev Philadelphia ett stort industriellt centrum och ett järnvägsnav som växte från ett inflöde av europeiska immigranter. Staden blev den främsta destinationen för afroamerikaner under den stora folkvandringen och översteg två miljoner invånare 1950.
Staden är centrum för den ekonomiska aktiviteten i Pennsylvania, och är platsen för Philadelphia Stock Exchange samt flera Fortune 500-företag. I staden ligger även den prestigefyllda handelsskolan Wharton School, som tillhör University of Pennsylvania. Philadelphia är känd för sin konst och kultur. Cheesesteak och mjuk kringla är symboliska för det Philadelphia köket, som är formad av stadens etniska mix. Staden har mer utomhusskulpturer och väggmålningar än någon annan amerikansk stad och Philadelphias Fairmount Park är den största anlagda stadsparken i världen. Gentrifieringen av Philadelphias förorter fortsätter in på 2000-talet och staden har vänt sin decennielånga trend av befolkningsförlust.

## Historia

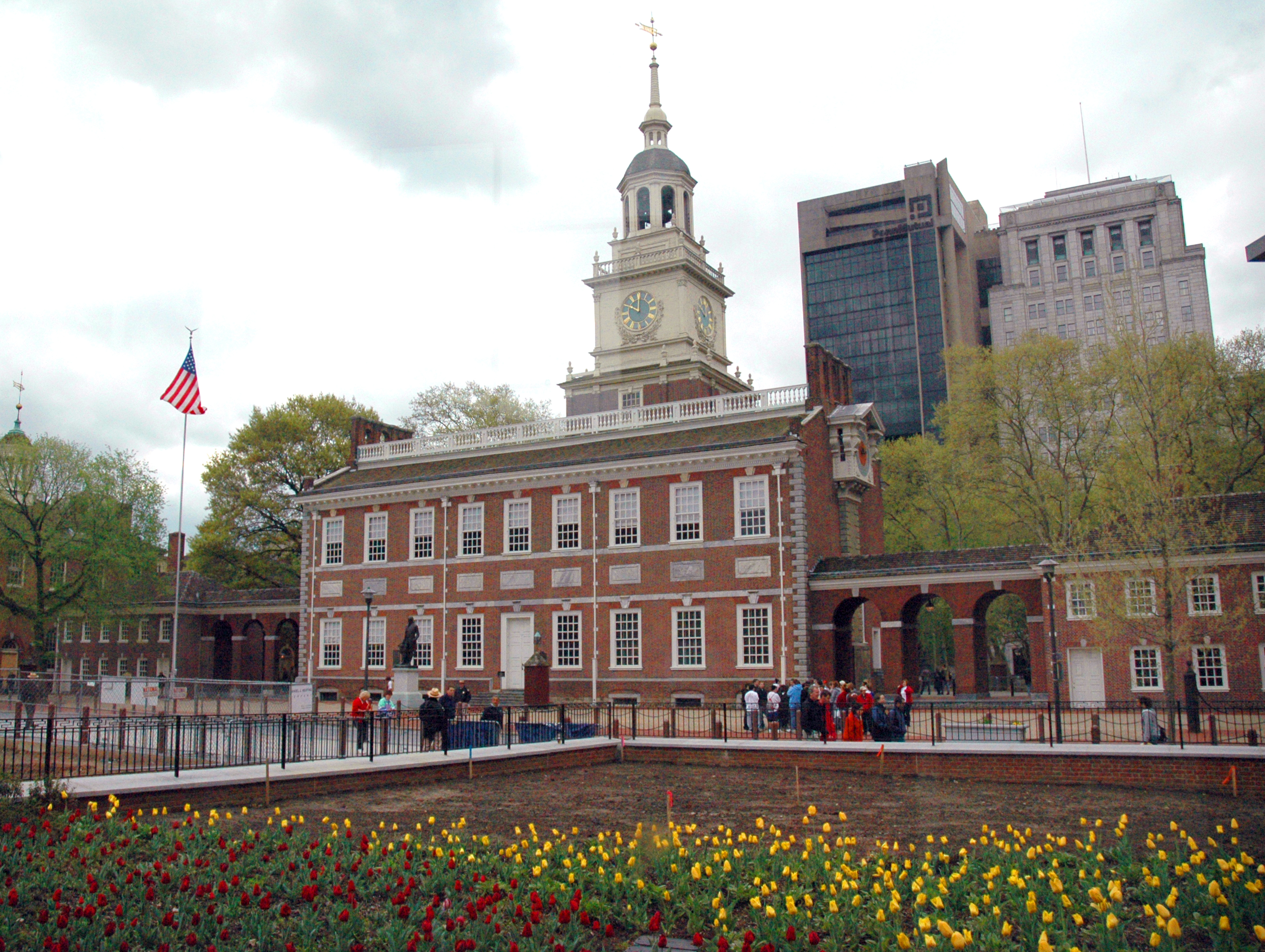
Independence Hall, platsen där USA:s självständighetsförklaring undertecknades 4 juli 1776.

Till platsen där dagens Philadelphia ligger anlände svenska, nederländska och brittiska kolonisatörer under 1600-talet. Den första svenska expeditionen till Nordamerika nådde fram till Delawarefloden våren 1638. På den västra flodbanken etablerades en svensk handelsplats och bosättning. Kolonin Nya Sverige omfattade dagens Philadelphia. Det svenska inflytandet bröts på 1650-talet då nederländska kolonister tog kontrollen över området. Nya Nederländerna tillföll Kungariket England i Westminsterfördraget 1674 som avslutade det tredje anglo-holländska kriget.
Ortnamnet är sammansatt av två led, bägge grekiska, dels philos kärlek eller vänskap, dels adelphos bror. Den engelske kväkaren William Penn räknas som Philadelphias grundare. Penn kom till området 1682 efter en uppgörelse med kung Karl II. Kronan kompenserade Penn för en penningskuld med landområdet som döptes till Pennsylvania efter Penn. Formellt fick Philadelphia stadsrättigheter 1701. Penn vinnlade sig om goda kontakter med ursprungsbefolkningen. Han slöt avtal med Lenni Lenaperna vid Shackamaxon. Penn avsåg att skapa en småstad efter engelsk modell. Stadens vägar anlades i rutmönster. Bostadshus och industrier skulle spridas och mellan dem skulle trädgårdar och fruktodlingar anläggas. Invånarna skulle garanteras möjlighet till fri religionsutövning. Staden växte fort liksom dess betydelse för handeln.
En viktig person i stadens utveckling var Benjamin Franklin. Denne bosatte sig i Philadelphia 1726. Han startade ett tryckeri som bland annat tryckte The Pennsylvania Gazette. År 1727 grundade han diskussionsklubben "The Junto", sedermera känd under namnet The American Philosophical Society. Franklin startade i Philadelphia såväl Amerikas första offentliga bibliotek som det första offentliga sjukhuset.
År 1710 hade Philadelphia vuxit till koloniernas största stad. Stadens politiska betydelse ökade under 1700-talet. I Philadelphia församlades den första amerikanska kongressen. Det var i Philadelphia som oavhängighetsförklaringen undertecknades den 4 juli 1776. Under kriget hade Kontinentalkongressen, koloniernas högsta politiska instans, sitt säte i staden. Ett antal slag under kriget kom att utkämpas i eller i närheten av staden. USA:s författning undertecknades i Philadelphia 1787. Staden var under 1780- och 90-talen USA:s huvudstad fram till år 1800 då Washington, D.C. övertog rollen.
Under 1800-talet växte stadens industrier. Särskilt betydelsefulla var textilindustrierna. År 1876 stod Philadelphia värd för Världsutställningen.

## Klimat
Visa eller redigera grafens rådata.

## Styre och rättsväsen

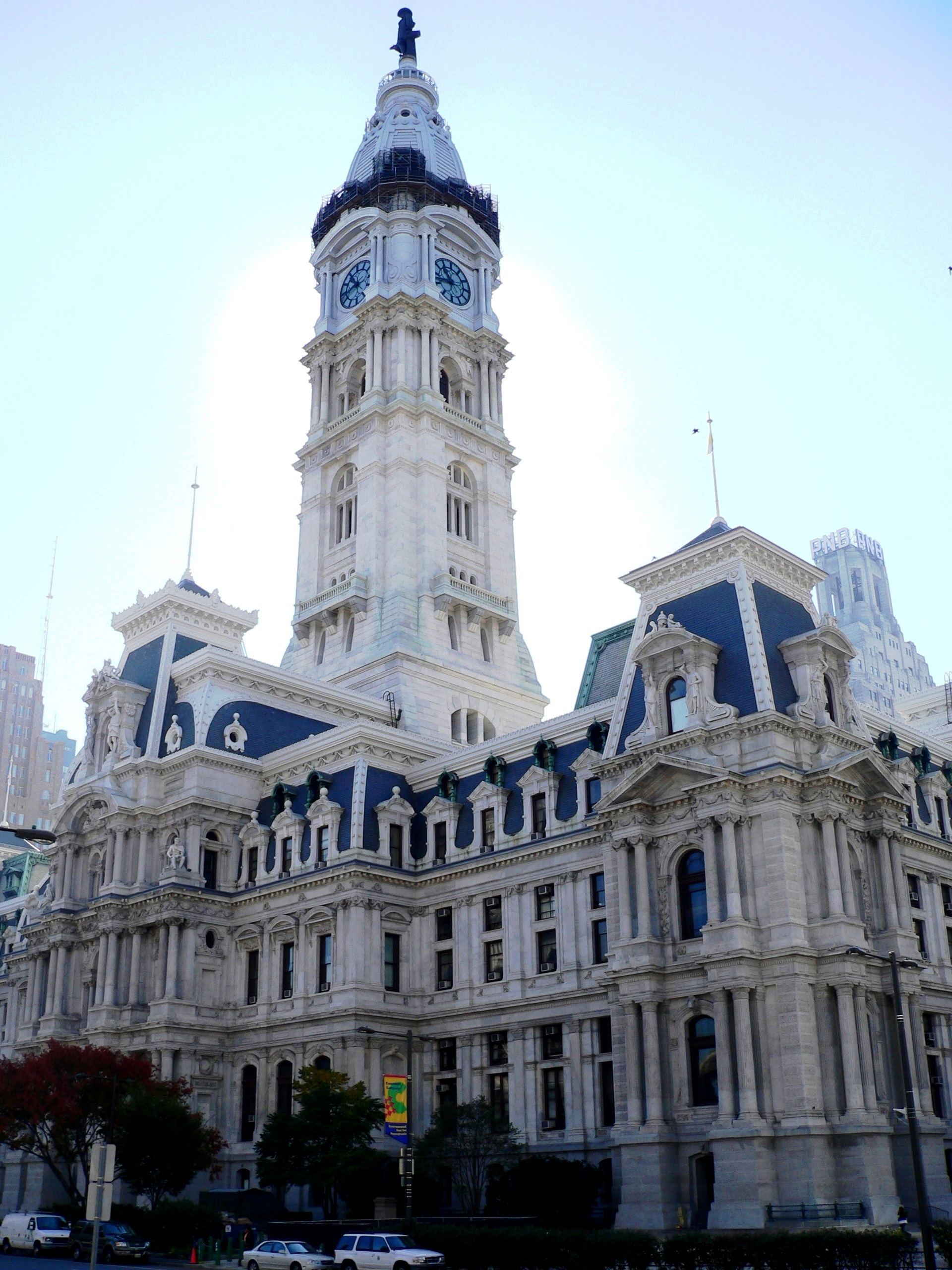
Philadelphia City Hall.

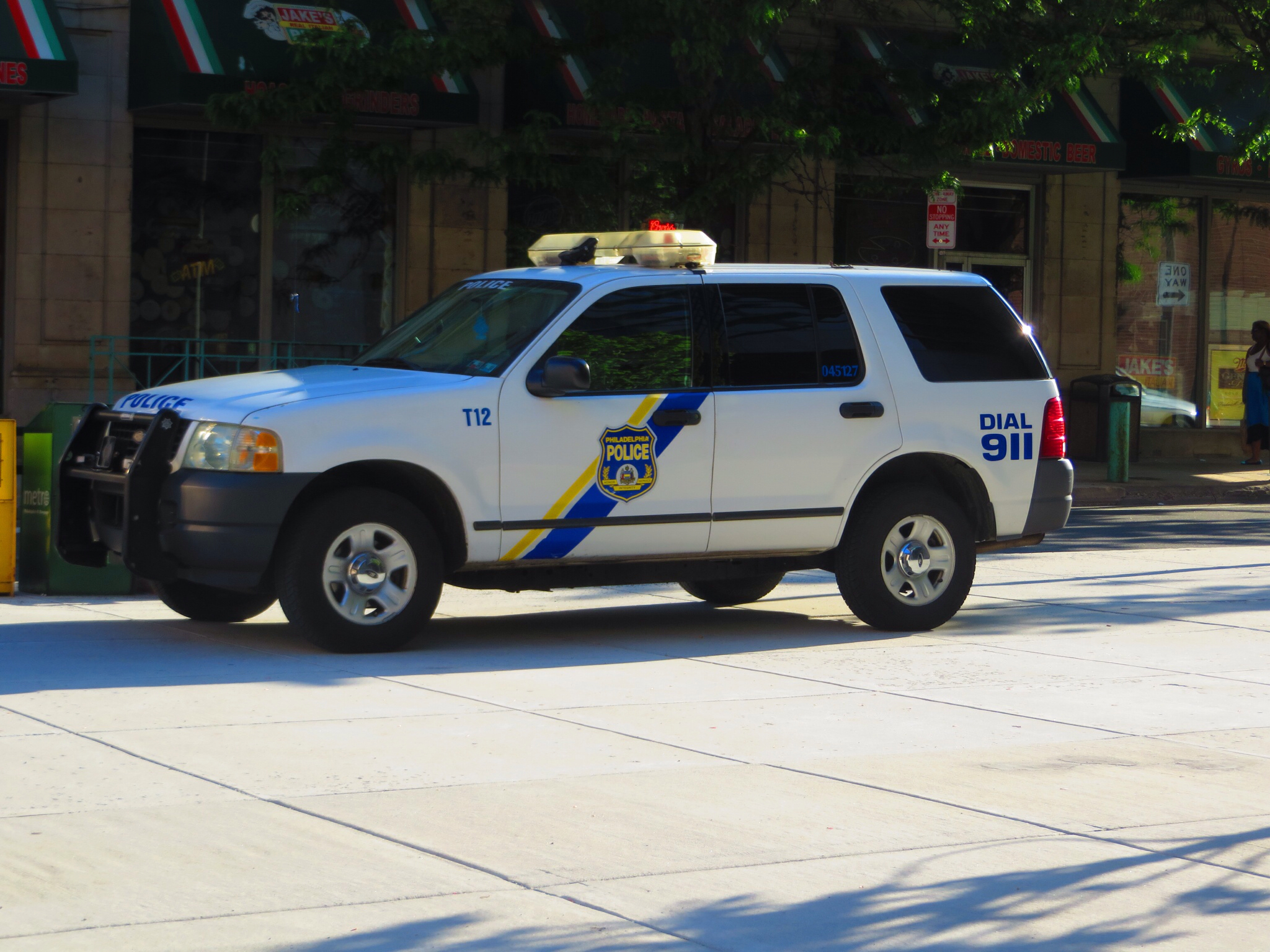
Polisbil från Philadelphia Police Department.

Philadelphia City Hall är säte för stadens fullmäktigeförsamling (engelska: City Council) och folkvalda borgmästare.
Philadelphia är även säte för den federala appellationsdomstolen United States Court of Appeals for the Third Circuit.

## Utbildning
Det finns många skolor i Philadelphia, både publika och privata. Philadelphias skoldistrikt är det åttonde största i USA. Philadelphia är även en av landets största universitetsstäder, med över 80 högskolor och universitet i hela regionen. De tre främsta är University of Pennsylvania, Drexel University och Temple University.

## Kultur

### Musik
Philadelphia har haft en roll i utvecklingen av amerikansk popmusik. Under 1970-talet blev staden centrum för Philadelphia soul som skulle influera discomusiken. 1985 hölls den amerikanska halvan av välgörenhetsgalan Live Aid i staden.  2005 upprepades detta med konsertserien Live 8 som bland annat besökte staden.

## Kommunikationer

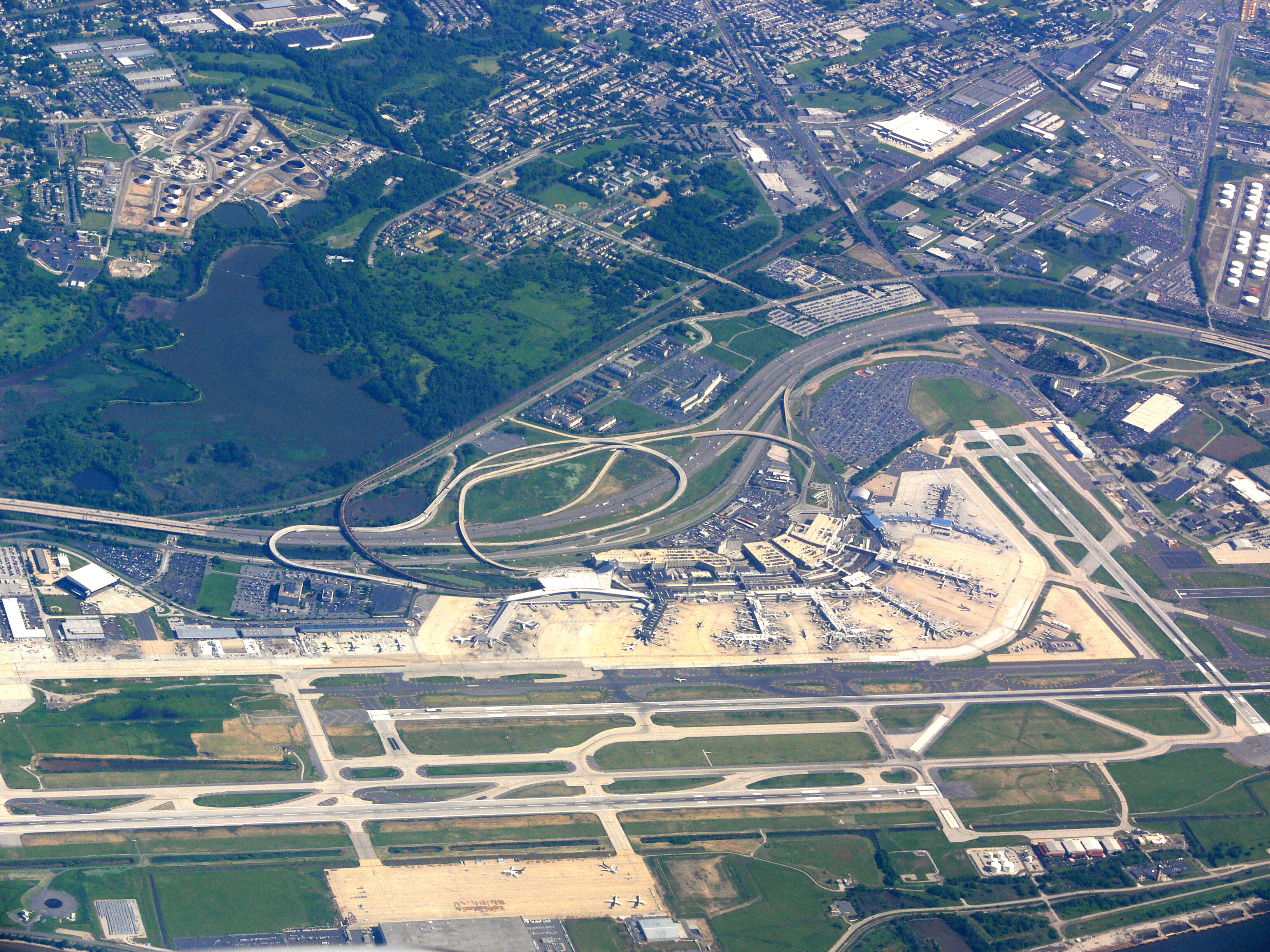
Philadelphia International Airport är belägen längs med Interstate 95 (I-95).

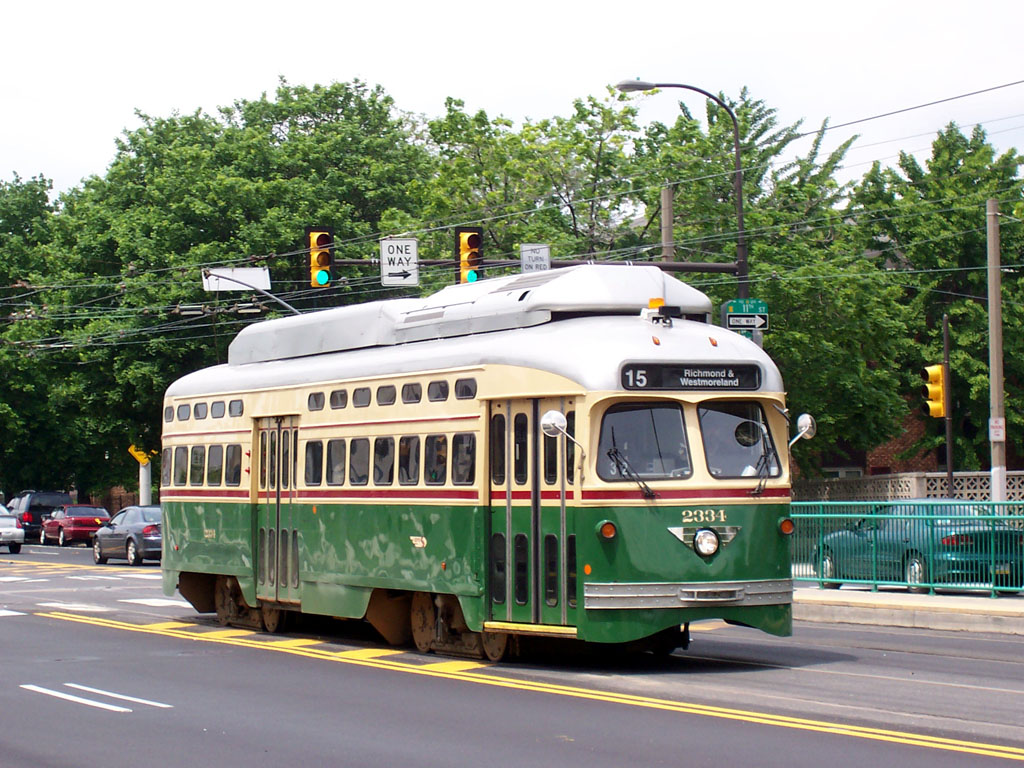
PCC-spårvagn på linje 15 under 2007.

### Flygtrafik
Philadelphia International Airport är stadens huvudflygplats. Flygplatsen var tidigare ett av två nav för US Airways innan sammanslagningen med American Airlines.

### Kollektivtrafik
För kollektivtrafiken i staden med omnejd ansvarar Southeastern Pennsylvania Transportation Authority (SEPTA). Trafikslagen inkluderar, förutom ett linjenät med bussar, 13 pendeltågslinjer (SEPTA Regional Rail), 2 linjer med tunnelbana (Broad Street Line och Market–Frankford Line), en interurban (Norristown High Speed Line), spårväg (varav 5 är premetro i den centrala delen av staden, 2 förortslinjer och 1 veteranlinje med PCC-spårvagnar) och tre linjer med trådbussar (trackless trolley).
Dessutom finns tunnelbanelinjen PATCO Speedline som går mellan Philadelphia och Camden, New Jersey och drivs av Port Authority Transit Corporation.

### Vägtrafik
William Penn planerade staden med gator som i nordsydlig riktning med numrerade namn och som i östvästlig riktning har namn efter träd. Huvudgatan i nordsydlig riktning är Broad Street och den i östvästlig riktning är High Street (senare omdöpt till Market Street) och dessa möts vid City Square där City Hall uppfördes 1894. 
Philadelphia är belägen längs Interstate 95 som går parallellt längs USA:s östkust från Florida till Maine. Det är även östlig slutpunkt för Interstate 76 (I-76) som i andra riktningen går mot Ohio.

### Tågtrafik
Philadelphia trafikeras med fjärrtåg från Amtrak vid stadens huvudstation, 30th Street Station, som ursprungligen byggdes av och för Pennsylvania Railroad. Snabbtågsförbindelser finns med Acela Express till bland annat Washington, D.C., New York och Boston.

## Sport
Med fem professionella idrottslag och en av landets mest lojala supporterskalor rankas Philadelphia ofta som landets bästa stad för sportfans. Philadelphia är en av 13 städer i USA som har lag i alla de fyra största ligorna, så kallade "major league";  Philadelphia Phillies i Major League Baseball (MLB), Philadelphia Eagles i National Football League (NFL), Philadelphia Flyers i National Hockey League (NHL), och Philadelphia 76ers i National Basketball Association (NBA). Samtliga nämnda lag har sina hemmaarenor inom byggnadskomplexet South Philadelphia Sports Complex. Staden har även ett lag i den högsta fotbollsligan; Philadelphia Union i Major League Soccer (MLS).
| Lag                   | Liga | Sport              | Arena                   | Kapacitet | Etablerad | Mästerskapstitlar            |
| --------------------- | ---- | ------------------ | ----------------------- | --------- | --------- | ---------------------------- |
| Philadelphia Phillies | MLB  | Baseboll           | Citizens Bank Park      | 46,528    | 1883      | 1980, 2008                   |
| Philadelphia Eagles   | NFL  | Amerikansk fotboll | Lincoln Financial Field | 69,176    | 1933      | 1948, 1949, 1960, 2017, 2025 |
| Philadelphia 76ers    | NBA  | Basket             | Wells Fargo Center      | 21,600    | 1963      | 1966/67, 1982/83             |
| Philadelphia Flyers   | NHL  | Ishockey           | Wells Fargo Center      | 19,786    | 1967      | 1973/74, 1974/75             |
| Philadelphia Union    | MLS  | Fotboll            | Subaru Park             | 18,500    | 2010      | inga                         |
| Philadelphia Wings    | NLL  | Lacrosse           | Wells Fargo Center      | 19,786    | 2018      | inga                         |

## Sevärdheter
- Gloria Dei (Old Swedes') church
- Philadelphia City Hall

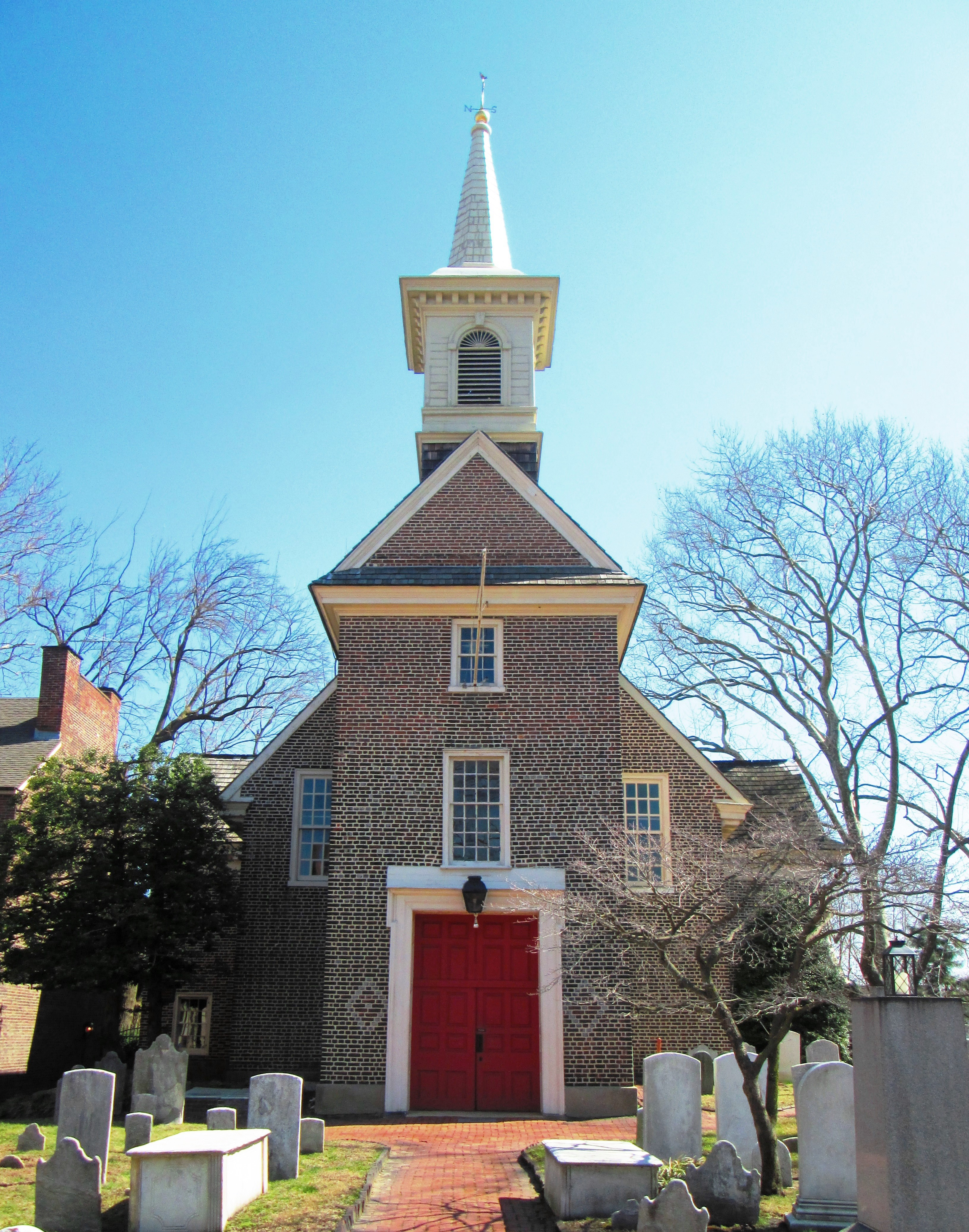
Gloria Dei (Old Swedes') church, som uppfördes av svenskättlingar.

- Philadelphia Museum of Art, vars trappor är kända från Rocky-filmerna.
- Congress Hall, där USA:s första kongress hölls.
- Liberty Bell
- Independence Hall
- National Constitution Center
- Tomb of the Unknown Revolutionary War Soldier
- Merchants' Exchange Building
- One Liberty Place, den näst högsta byggnaden i staden.
- Elfreth's Alley, den äldsta bebodda gatan i USA.
- Eastern State Penitentiary, historiskt fängelse.
- Bartram's Garden, den äldsta botaniska trädgården i Nordamerika.
- Philadelphia Zoo

## Kända personer från Philadelphia
Kevin Bacon, Bennett D. Hill, Noam Chomsky, Bill Cosby, Vinnie Paz, Richard Gere, Billie Holiday, Grace Kelly, Bam Margera, Will Smith, Bradley Cooper, Kevin Hart, Eric Bazilian och Kobe Bryant är födda i Philadelphia.

## Vänorter
| - Florens, Toscana, Italien (1964) - Tel Aviv, Israel (1966) - Toruń, Polen (1976) - Tianjin, Kina (1980) - Incheon, Sydkorea (1984) | - Douala, Kustregionen, Kamerun (1986) - Kobe, Japan (1986) - Nizjnij Novgorod, Nizjnij Novgorod oblast, Ryssland (1992) - Abruzzo, Italien (1997) - Aix-en-Provence, Provence-Alpes-Côte d'Azur, Frankrike (1999) |